# نوربرت اشمیت
نوربرت اشمیت (انگلیسی: Norbert Schmitt؛ ۲۳ ژانویهٔ ۱۹۵۶) زبان‌شناس کاربردی آمریکایی و استاد بازنشسته زبان‌شناسی کاربردی در دانشگاه ناتینگهام بریتانیا است. او برای کارهایش در زمینه فراگیری واژگان زبان دوم و آموزش واژگان زبان دوم شناخته شده است. اشمیت کتاب‌ها و مقالات متعددی در زمینه فراگیری واژگان به چاپ رسانده است.